# Timur Safin
Timur Marselevici Safin (în rusă Тимур Марселевич Сафин; n. 4 august 1992, Toshkent, Uzbekistan) este un scrimer rus specializat pe floretă, campion european în 2016 și laureat cu bronz la la Campionatul Mondial din 2014.

## Palmares
Clasamentul la Cupa Mondială
| An  | 2011 | 2012 | 2013 | 2014 | 2015 |
| --- | ---- | ---- | ---- | ---- | ---- |
| Loc | 235  | 209  | 55   | 20   | 72   |

## Legături externe
Materiale media legate de Timur Safin la Wikimedia Commons
- en  Prezentare Arhivat în 24 iulie 2014, la Archive.is la Confederația Europeană de Scrimă
- ru  Prezentare la Federația Rusă de Scrimă
- en Timur Safin la Olympedia.org